# Blue Angel (actriu porno)
Vivien Tòth (Miskolc, Borsod-Abaúj-Zemplén; 21 de juny de 1988), més coneguda com a Blue Angel, és una actriu pornogràfica i model eròtica hongaresa.
Nascuda a Miskolc, Hongria. Vivien va començar la seva carrera en la indústria de l'entreteniment per a adults en 2007 als 18 anys d'edat, i des de llavors ha aparegut en més de 600 pel·lícules pornogràfiques. Fou escollita Penthouse Pet de gener de 2011.